# Kanton Haacht
Kanton Haacht is een kanton in de Belgische provincie Vlaams-Brabant en het arrondissement Leuven. Het is de bestuurslaag boven die van de desbetreffende gemeenten, tevens is het een gerechtelijk niveau waarbinnen een vredegerecht georganiseerd wordt dat bevoegd is voor de deelnemende gemeenten. Beide types kanton beslaan niet noodzakelijk hetzelfde territorium.

## Gerechtelijk kanton Haacht
Haacht was een gerechtelijk kanton met zetel in Haacht dat een vredegerecht inricht en gelegen is in het gerechtelijk arrondissement Leuven.
Dit gerechtelijk kanton is bevoegd voor de gemeenten Boortmeerbeek, Haacht, Keerbergen, Rotselaar en Tremelo.
De vrederechter is bevoegd bij gezinsconflicten, onderhoudsgeschillen, voogdij, voorlopige bewindvoering, mede-eigendommen, appartementseigendom, burenhinder ...

## Kieskanton Haacht
Het kieskanton Haacht ligt in het provinciedistrict Diest, het kiesarrondissement Leuven en de kieskring Vlaams-Brabant. Het omvat de gemeenten Boortmeerbeek, Haacht, Holsbeek, Keerbergen, Rotselaar en Tremelo en bestaat uit 78 stembureaus.

### Structuur
| Haacht           | Haacht           | Supranationaal         | Nationaal                         | Nationaal                | Gemeenschap              | Gewest                   | Provincie                | Arrondissement  | Provinciedistrict | Kanton          | Gemeente                                                          | District         |
| ---------------- | ---------------- | ---------------------- | --------------------------------- | ------------------------ | ------------------------ | ------------------------ | ------------------------ | --------------- | ----------------- | --------------- | ----------------------------------------------------------------- | ---------------- |
| Administratief   | Niveau           | Europese Unie          | België                            | België                   | Vlaanderen               | Vlaanderen               | Vlaams-Brabant           | Leuven          | Leuven            | Leuven          | Boortmeerbeek, Haacht, Holsbeek, Keerbergen, Rotselaar en Tremelo | -                |
| Administratief   | Bestuur          | Europese Commissie     | Belgische regering                | Belgische regering       | Vlaamse regering         | Vlaamse regering         | Deputatie                | Deputatie       | Deputatie         | Deputatie       | Gemeentebestuur                                                   | Districtscollege |
| Administratief   | Raad             | Europees Parlement     | Kamer van volksvertegenwoordigers | Vlaams Parlement         | Vlaams Parlement         | Vlaams Parlement         | Provincieraad            | Provincieraad   | Provincieraad     | Provincieraad   | Gemeenteraad                                                      | Districtsraad    |
| Kiesomschrijving | Kiesomschrijving | Nederlands Kiescollege | Kieskring Vlaams-Brabant          | Kieskring Vlaams-Brabant | Kieskring Vlaams-Brabant | Kieskring Vlaams-Brabant | Kieskring Vlaams-Brabant | Leuven          | Diest             | Haacht          | Boortmeerbeek, Haacht, Holsbeek, Keerbergen, Rotselaar en Tremelo | -                |
| Verkiezing       | Verkiezing       | Europese               | Federale                          | Federale                 | Vlaamse                  | Vlaamse                  | Provincieraads-          | Provincieraads- | Provincieraads-   | Provincieraads- | Gemeenteraads-                                                    | Districtsraads-  |